# Linia kolejowa Rimini – San Marino
Linia kolejowa Rimini – San Marino – zlikwidowana kolej wąskotorowa, która łączyła Rimini we Włoszech i San Marino. Trasa została otwarta w 1932 roku po  trzech i pół roku budowy. Była to zelektryfikowana linia kolejowa o długości 31,5 km, rozstawie 950 mm oraz zasilana prądem stałym 3000 V.

## Historia
Budowa linii została w całości sfinansowana z włoskiego kapitału publicznego przez faszystowski rząd Benito Mussoliniego po tym, jak sekretarz stanu do spraw zagranicznych hrabia Giuliano Gozi zawarł 26 marca 1927 roku umowę operacyjną pomiędzy dwoma państwami. Na mocy dekretu królewskiego budowę i eksploatację trasy powierzono Società Anonima delle Ferrovie e Tramvie Padane. Prace przy budowie linii rozpoczęły się 3 grudnia 1928 roku. Niecałe trzy lata później, 12 czerwca 1932 roku trasa została oddana do użytku przez włoskiego ministra komunikacji Costanzo Ciano. Codziennie kursowało od pięciu do sześciu par pociągów. Czas przejazdu między punktami końcowymi wynosił około 50 minut. Flota składała się z czteroosiowych wagonów o oznakowaniu od AB 01 do AB 04, pięciu wagonów doczepnych tego samego typu, wagonu pasażerskiego dla „Capitani reggenti” i 18 wagonów towarowych. 
Był to jak na swoje czasy zaawansowany system, będący kolejką elektryczną, zasilaną napowietrzną trakcją elektryczną. Pociągi pobierały energię z trakcji za pomocą systemu pantografów. Tory były wąskotorowe, co zapewniało korzyści pod względem kosztów i łatwości budowy, biorąc pod uwagę cechy geograficzne trasy, ale sprawiało, że kolej była niekompatybilna z siecią włoską. Wagony miały charakterystyczny wygląd, były pomalowane w barwy narodowe San Marino, niebiesko-białe pasy ułożone poziomo; składy oferowały miejsca w pierwszej i trzeciej klasie. Na trasie znajdowało się 17 tuneli, wszystkie zlokalizowane na terytorium Sammarinese, o długości od około 50 m do 800 m.
Trasa została częściowo uszkodzona podczas bombardowania San Marino 26 czerwca 1944 roku, a od 4 lipca tego samego roku przestała obsługiwać regularne połączenia. Ostatni kurs odbył się w nocy z 11 na 12 lipca 1944 roku.

## Stan obecny
Większość tuneli jest dobrze zachowana, a trzy z nich zostały sprawdzone pod kątem bezpieczeństwa, wyposażone w oświetlenie i otwarte dla pieszych. Większość innych albo została zamknięta ze względów bezpieczeństwa, albo zakupiona przez osoby prywatne. Wewnątrz ostatniego tunelu o długości około 500 m, znajdującego się najbliżej dawnej stacji San Marino, nadal zachowały się używane niegdyś wagony kolejowe.
Niektóre mosty i inne konstrukcje używane dawniej przez kolej stały się popularnymi punktami orientacyjnymi. Stacja Dogana znajduje się obecnie w centrum dużego parku miejskiego. Inne stacje zostały przekształcone w prywatne domy lub zburzone. Na torach kolejowych zbudowano ulice, drogi rowerowe i rezydencje.
Około 800-metrowy odcinek od stacji końcowej w stolicy San Marino został odrestaurowany i otwarty 21 lipca 2012 roku jako kolej muzealna. Spośród tego 500 metrów biegnie w tunelu Montale. Badane jest, czy trasa ta może zostać przedłużona o trzy kilometry przez cztery kolejne tunele, w tym tunel spiralny, do Borgo Maggiore.
We wrześniu 2022 roku rozpoczął się proces przygotowania wstępnego projektu odbudowy odcinka pomiędzy Borgo Maggiore i stolicą San Marino. 8 listopada tego samego roku ogłoszono, że inżynierowie Ferrovie dello Stato Italiane przeprowadzają inspekcję linii w celu zbadania możliwości jej ponownego otwarcia.